# Das Viereck (Seghers)
Das Viereck ist eine 1934 entstandene Erzählung von Anna Seghers. Die Erstveröffentlichung erfolgte in der Halbmonatsschrift für Politik, Literatur, Wirtschaft, Sozialpolitik und Arbeiterbewegung Der rote Aufbau. Auch in der Textsammlung Der Bienenstock wurde Das Viereck veröffentlicht.

## Inhalt
Der Vater Maries ist vor ihren Augen von der Gestapo in der eigenen Wohnung festgenommen, ein Bild von der Wand „heruntergerissen und in den Ofen gesteckt“ worden. Das Bild hatte den kommunistischen Redner Ernst Thälmann gezeigt, „seine Hand schnellte noch aus dem Viereck heraus, als ob sie die Worte wie Steine werfe.“ Marie ist nach der Verhaftung des Vaters für „viele Monate“ fortgeschickt worden, „aufs Land“, findet die elterliche Wohnung bei der Rückkehr „völlig verändert“ vor: Die Dielen sind frisch geölt, die Möbel umgestellt, an der Stelle des väterlichen Betts befindet sich eine Kommode, wo ihr Vater sich bei der Verhaftung aufhielt eine Standuhr, und seine Bücher im Glasschrank sind durch „alte und neue Sachen aus Porzellan“ ersetzt. „Die Mutter hatte alle Spuren getilgt. Aber sie hatte das Viereck vergessen, etwas dunkler als die verschossene Wand, da, wo das Bild gehangen hatte.“ Marie versteckt ihre Trauer, „gehorchte und lernte“ in der Schule, beteiligt sich an Weihnachts- und Osterritual. „Aber das Viereck war nicht verdeckt. Es war auch durch nichts zu verdecken, weder durch Feste noch durch Musik, noch durch die sanften Worte der Mutter“, und Marie beschließt mit Blick auf das Viereck an der Wand und während Gäste anwesend sind, einen Genossen ihres ermordeten Vaters zu suchen, den sie bei einer Thälmann-Rede im Berliner Lustgarten kennen gelernt hatte.

## Textanalyse
Bei Das Viereck handelt es sich um eine auktorial erzählte Kurzgeschichte, eine „meisterhafte Miniatur“. Ort der Handlung ist eine deutsche Stadt, da Marie „aufs Land“ geschickt wird. Die erzählte Zeit beginnt kurz nach der Gründung der im Text erwähnten Gestapo am 26. April 1933, aber nicht viel später, da ein offen in der Wohnung hängendes Thälmann-Porträt spätestens mit dem Reichstagsbrand und Thälmanns folgendem Untertauchen und Verhaftung zu gefährlich war. Die erzählte Zeit endet somit spätestens nach Ostern im April 1934.

### Figuren (Auswahl)
- Marie: Das Mädchen versteht, „daß es beschwindelt wurde, weil es alles vergessen sollte.“[2] Zu Beginn ihres Aufenthalts in der elterlichen, nun nur noch mütterlichen Wohnung weicht Marie Blicken aus, indem sie zur Standuhr schaut – also zum letzten Platz, an dem sie ihren Vater sah – und weicht Gesprächen aus, indem sie sich dem Mund mit Kuchen vollstopft. Diese Strategie kindlichen Trotzes ändert Marie dann zugunsten einer Strategie vorgespielter Normalität: Sie geht „pünktlich zur Schule“, ist folgsam und lernbegierig, schmückt den Weihnachtsbaum mit ihrer Mutter, färbt Ostereier und täuscht so ihre Mutter, um insgeheim einen Fluchtplan zu spinnen.[3]
- Maries Mutter: Um die Fassade eines normalen Familienlebens aufrechtzuerhalten, ändert sie die Kulisse, vor der es bisher stattfand, raubt bildhafter Erinnerung an den Vater den jeweiligen Bildhintergrund in der Gegenwart – und macht somit unbeabsichtigt den weniger ausgebleichten Fleck, an dem einst das Thälmann-Bild hing, zum einzigen Fixpunkt für die Erinnerungen ihrer Tochter an den Vater. Das zwanghafte Schweigen der Mutter über das Vorgefallene eröffnet außerdem Spekulationsraum für Marie über den Tod ihres Vaters. Das oberflächlich normale Verhalten Maries wiederum deutet Maries Mutter als Zeichen dafür, dass Marie den Verlust des Vaters überwunden hat und ist „wie alle Kinder.“[3]

### Themen
Zentrales Thema von Das Viereck ist die Art von Angehörigen, mit dem Verlust eines geliebten Menschen innerhalb eines politisch repressiven Systems umzugehen. Hierbei wird das zwanghafte Vergessenwollen durch Maries Mutter dem zwanghaften Nichtvergessenwollen Maries entgegengesetzt. „Alles war frisch, wie neu war die Wohnung“, aber Maries Erinnerung an den Vater ist ebenfalls noch frisch und wird bei jedem Anblick des Vierecks aufgefrischt, das unverdeckt bleibt. Durch die Assoziation ihres Vaters mit dem Vierecks an jener Stelle, wo das Thälmann-Bild hängt, wird Maries Idee gefördert, nach dem Tod des Vaters bei jenem Genossen Hilfe zu suchen, den sie bei der Thälmann-Rede im Berliner Lustgarten kennen lernte, weil in dem Massengewirr „der Vater dem Genossen Albrecht das Kind anvertraute.“ Inwieweit Marie diesen Flucht-Plan umsetzt und ob er erfolgreich ist, lässt der Text offen.

## Textausgaben (Auswahl)
- Das Viereck. In: Anna Seghers: Erzählungen 1926–1944. (= Gesammelte Werke in Einzelausgaben, Band 9.) 2. Auflage. Aufbau-Verlag, Berlin 1981. S. 208–209.
- Das Viereck. In: Anna Seghers: Erzählungen 1933–1947. (= Werkausgabe, II. Erzählungen, Band 2.) Aufbau-Verlag, Berlin 2011. ISBN 978-3-351-03468-9. S. 25–26.
- Das Viereck. In: Johannes Herwig (Hrsg.): Damals verboten – heute vergessen. Texte verfolgter Schriftsteller 1933–1945. Aktion Sühnezeichen, Berlin 1981. ISBN 3-89246-001-9. S. 83–84.

## Sekundärliteratur (Auswahl)
- K. V. Alward: Das Viereck. In: K. V. Alward: Anna Seghers and Socialist Realism. (Doktorarbeit.) McGill University, Montreal 1972. S. 162–163 (pdf).